# Wohnhaus Franziskanerstraße 5
Das Wohnhaus Franziskanerstraße 5 befindet sich in Bremen, Stadtteil Mitte, Ortsteil Altstadt, Franziskanerstraße Ecke Hohe Straße. Das Wohnhaus entstand nach 1837 nach Plänen von Bauinspektor Friedrich Moritz Stamm. Es steht seit 1973 unter Bremer Denkmalschutz.
Die kurze Franziskanerstraße führt im Quartier Schnoor in Nord-Süd-Richtung von der Straße Lange Wieren zur Hohe Straße, vorbei an der gotischen Kirche St. Johann. Die Straße wurde benannt nach den Franziskanern, die auf dem Gelände von um 1225 bis 1528/29 ein Kloster in Bremen betrieben.

## Geschichte
Das dreigeschossige, klassizistische; verputzte Wohnhaus mit zwei Zwerchgiebeln stammt von nach 1837. 1988 erfolgte ein Umbau. 

Es ist heute (2018) ein Wohn- und Bürohaus. 
Der Architekt Stamm plante u. a. das Torhausensemble am Ostertor in Bremen (heute Gerhard-Marcks-Haus und Wilhelm-Wagenfeld-Haus).